# Llum Klieg

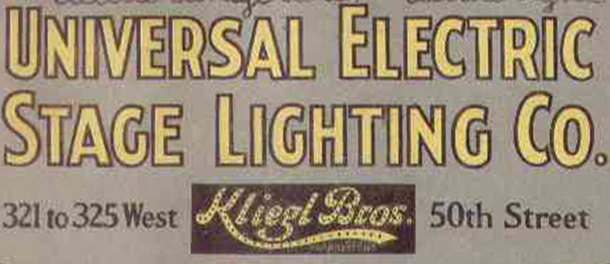
Logotip de Kliegl Brothers del catàleg de 1922

Un llum Klieg és una tipus de làmpada d'arc utilitzat especialment per a la producció cinematogràfica. Duu el nom de l'inventor, John Kliegl, i del seu germà Anton Kliegl. Els llums Klieg solen estar formats per una lent de Fresnel amb un reflector esfèric o un reflector el·lipsoidal amb un tren de lents que conté dues lents planoconvexes o una lent d'un sol pas.

## Cinema
La làmpada d'arc era tan brillant que permetia als directors de cinema rodar escenes diürnes durant la nit. Els raigs ultraviolats de l'aparell van provocar que alguns actors desenvolupessin una inflamació ocular anomenada "ull de Klieg".

## Escenari
Al començament el terme "llum de Klieg" era sinònim de qualsevol focus reflector el·lipsoidal (ERS, Ellipsoidal reflector spotlight en anglès), d'altres làmpades d'arc o de qualsevol focus brillant. El llum Klieg es va idear amb la funció de ser utilitzat en la indústria cinematogràfica l'any 1911.
Es creu que l'origen del primer focus reflector el·lipsoïdal sovint va lligat al Klieglight de 1933, que es va utilitzar per primera vegada per il·luminar un espectacle a l'aire lliure convocat a Nova York. Century Lighting va presentar el seu Lekolite, desenvolupat per Levy & Kook, d'aquí el nom "Leko", durant aquell mateix any. 
Kliegl Brothers Universal Electric Stage Lighting Company va ser fundada l'any 1896 i es va convertir en la companyia d'il·luminació escènica més gran del món. L'empresa va tancar a la dècada de 1990. Els membres de la família Kliegl continuen treballant professionalment en la indústria luminotècnica.